# الوركاء
الوركاء  أو أوروك (بالسومرية: المسمارية: 𒀕𒆠، بالأكدية: 𒌷𒀕 أو 𒌷𒀔، بالآرامية: אֶרֶךְ أو אַרַך ('إِرِخ' أو 'أَرَخ' على الترتيب، أيضًا ممثل كـ'أَرَك')، بالسريانية: ܐܪܟ ('أرخ')، بالعبرية: אֶרֶךְ ('إِرِخ' أو 'إيريخ')، بالإغريقية: Ὀρχόη أو Ὀρέχ أو Ὠρύγεια بالروماني Ōrugeia - Orkhoē - Orekh على الترتيب) وهي المدينة التاريخية للحضارة السومرية والبابلية والمدينة التاريخية لدى السومريين والبابليين، تقع شرق ضفة نهر الفرات، وتبعد عن مدينة أور حوالي 35 ميل وحوالي 30 كم شرق السماوة، المثنى في العراق.
تعتبر مدينة الوركاء إحدى أوائل المراكز الحضارية في العالم التي ظهرت في بداية العصر البرونزي قبل حوالي 4000 سنة قبل الميلاد وفي مدينة أوروك أخترعت الكتابة ومن هذه المدينة ظهر الحرف الأول في العالم وذلك في حدود 3100 ق.م وقد ظهرت الكتابة بشكلها الأول حيث كانت في بداياتها كتابة صورية ثم تطورت فيما بعد لتصبح الكتابة المسمارية. اوروك كانت تلعب دور رئيسي في العالم في تلك الفترة قبل حوالي 2900 ق.م ويقال بأن مدينة اوروك كان طول محيطها حوالي 6 كلم وبذلك كانت أكبر مدينة في العالم بتلك الفترة، أشهر الملاحم في التاريخ (ملحمة جلجامش) الباحث عن الخلود في مدينة الوركاء، وهي أكبر المدن السومرية.

## بروز المملكة
أوروك هي المدينة التي عاش بها گلگامش وكتب ملحمته الشهيرة، وأوروك حسب سفر التكوين هي ثاني مدينة بناها الملك نمرود في أرض شنعار.
كانت اوروك أول مدينة متحضرة في تاريخ البشرية في حدود (4000 ق.م- 3200 ق.م) وخلال تلك الفترة بنيت القرى الزراعية حول مدينة أوروك، وكانت تتمتع في ذلك الوقت بقوة عسكرية واقتصادية.
كانت مدينة الوركاء هي أول مدينة أستطاعت أن توحد دويلات الممالك حيث نجح ملكها لوكال زاكيزي بتوحيد الممالك المتناحرة وأسس دولة كبرى حدودها من البحر السفلي (المعروف الآن بالخليج العربي) إلى البحر الأعلى (البحر المتوسط) ولم تستمر سيطرة الوركاء طويلا إذ سرعان ما أستولى سرجون الأكدي على الملك وهزم لوكال زاكيزي وبذلك فقد شهد العراق بداية حقبة جديدة في تاريخه وهي الدولة الأكدية والتي سقطت على أيدي الكوتيين بحدود عام 2150 قبل الميلاد وعادت الوركاء مجددا إلى الظهور إذ استطاع أحد ملوكها من قيادة حرب لأجل تحرير البلاد من السيطرة الكوتية وهو الملك أوتو حيكال، وبذا فقد استعادت مدينة انو هيبتها وعادت إلى صدارة المشهد في حضارة العراق القديم، وبعد 7 سنوات من حكم اوتوحيكال مات في ظروف غامضة ليستولي على العرش قائد جيشهِ وصهرهِ أورنمو الذي نقل عاصمة ملكهِ إلى مدينة أور وأسس سلالة جديدة وهي سلالة أور الثالثة.
وكانت المدينة عاصمة لإقليم بابل السفلي، إلا أنها فقدت أهميتها بعد ظهور دولة أور، ولقد اكتشف المدينة الباحث الإنكليزي وليام لوفتس سنة 1849م.